# Guerres de Yougoslavie
« Guerre des Balkans » redirige ici.  Pour les conflits qui ont divisé les Balkans dans les années 1912 et 1913, voir guerres balkaniques.
Ne doit pas être confondu avec front yougoslave de la Seconde Guerre mondiale.
Les guerres de Yougoslavie sont une série de conflits violents dans les territoires de l'ancienne république fédérative socialiste de Yougoslavie, qui ont eu lieu entre 1991 et 2001. Deux séries de guerres se succèdent, affectant les six républiques de la défunte république fédérative socialiste de Yougoslavie. On parle aussi de « guerre des Balkans »,, « guerre d’ex-Yougoslavie », ou plus rarement de « troisième guerre balkanique ».

La Yougoslavie unie en 1990…

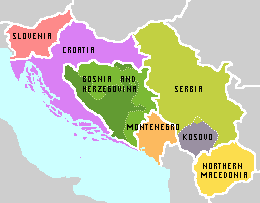
…et les 7 états « séparément libres » issus des guerres de Yougoslavie.

La plupart des guerres se terminèrent par des accords de paix, impliquant la pleine reconnaissance internationale des nouveaux États, mais avec un coût humain énorme et des dommages économiques pour la région. Au départ, l'Armée populaire yougoslave (JNA) cherchait à préserver l'unité de l'ensemble de la Yougoslavie en écrasant les gouvernements sécessionnistes, mais elle fut de plus en plus sous l'influence du gouvernement serbe de Slobodan Milošević, qui évoquait la rhétorique nationaliste serbe et souhaitait utiliser la cause yougoslave afin de préserver l'unité des Serbes dans un seul État. En conséquence, la JNA commença à perdre les Slovènes, les Croates, les Albanais du Kosovo, les Bosniaques et les Macédoniens ethniques, et devint effectivement une armée serbe. Selon un rapport de l’ONU de 1994, la partie serbe ne visait pas à restaurer la Yougoslavie, mais à créer une « Grande Serbie » à partir de certaines parties de la Croatie et de la Bosnie. D'autres mouvements irrédentistes furent également mis en relation avec les guerres, comme la « Grande Albanie » (du Kosovo, bien qu'elle ait été abandonnée à la suite de la diplomatie internationale) et la « Grande Croatie » (de certaines parties de l'Herzégovine, jusqu'en 1994, lorsque l'accord de Washington le conclut).
Souvent décrites comme les conflits les plus meurtriers d'Europe depuis la Seconde Guerre mondiale, les guerres furent marquées par de nombreux crimes de guerre, notamment le génocide, les crimes contre l'humanité et le viol. Le génocide bosniaque fut le premier crime européen à être officiellement jugé de nature génocidaire depuis la Seconde Guerre mondiale, et de nombreux participants individuels clés furent par la suite accusés de crimes de guerre. Le Tribunal pénal international pour l'ex-Yougoslavie (TPIY) fut créé par l'ONU pour poursuivre ces crimes.
Selon l'International Center for Transitional Justice, les guerres de Yougoslavie causèrent la mort d’au moins 140 000 personnes.

## Appellation
La ou les guerres ont également pour noms :
- « Guerres des Balkans » ;
- « Guerres / conflits de l'ex-Yougoslavie »[5],[6] ;
- « Guerres de sécession / succession yougoslave » ;
- « Troisième guerre balkanique » : terme suggéré par le journaliste britannique Misha Glenny dans le titre de son livre, faisant allusion aux deux guerres des Balkans précédentes qui eurent lieu de 1912 à 1913[7]. En fait, ce terme fut appliqué par certains historiens contemporains à la Première Guerre mondiale, car ils la voient comme une suite directe aux guerres balkaniques de 1912-1913[8] ;
- « Guerre civile yougoslave ».

## Contexte
Des conflits ethniques clairs entre les peuples yougoslaves ne devinrent importants qu'au XXe siècle, à commencer par des tensions au sujet de la constitution du royaume des Serbes, Croates et Slovènes au début des années 1920. Cette tension a ensuite dégénéré en violence entre Serbes et Croates à la fin des années 1920, après l'assassinat de l'homme politique croate Stjepan Radić en 1928 puis celui du roi serbe de Yougoslavie Alexandre Ier en 1934. Pendant la Seconde Guerre mondiale, les Oustachis, régime ultranationaliste croate allié des Nazis, commirent un génocide contre les populations serbes de Croatie, de Bosnie-Herzégovine et de Voïvodine. Toutefois le mouvement des Partisans yougoslaves, groupe de résistants mené par le communiste croate Josip Broz Tito put faire appel à tous les groupes ethniques, y compris les Serbes (majoritaires), les Croates et les Bosniaques pour libérer le pays de l’occupation nazie par leurs propres moyens.
La nation de Yougoslavie fut créée au lendemain de la Première Guerre mondiale, et elle était principalement composée de chrétiens slaves du Sud, bien que la nation ait également une importante minorité musulmane. Cette nation dura de 1918 à 1941, lorsqu'elle fut envahie par les puissances de l'Axe pendant la Seconde Guerre mondiale, qui fournit un soutien aux Oustachis (fondée en 1929), qui menèrent une campagne de génocide contre les Serbes, les Juifs et les Roms à l'intérieur de son territoire et les Tchetniks, qui menèrent également leur propre campagne de nettoyage ethnique contre les Croates et les Bosniaques, tout en soutenant également la réintégration de la famille royale serbe,. En 1945, la république fédérative socialiste de Yougoslavie (RSFY) fut établie sous Josip Broz Tito, qui maintint une direction fortement autoritaire qui réprima le nationalisme. Après la mort de Tito en 1980, les relations entre les six républiques de la RSFY se détériorèrent. La Slovénie et la Croatie souhaitaient une plus grande autonomie au sein de la confédération yougoslave, tandis que la Serbie cherchait à renforcer l'autorité fédérale. Comme il devint clair qu'il n'y avait pas de solution acceptable par toutes les parties, la Slovénie et la Croatie se dirigèrent vers la sécession. Bien que les tensions en Yougoslavie s'intensifiaient depuis le début des années 1980, les événements de 1990 se révélèrent décisifs. Au milieu de difficultés économiques, la Yougoslavie faisait face à une montée du nationalisme parmi ses divers groupes ethniques. Au début des années 1990, il n'y avait aucune autorité effective au niveau fédéral. La présidence fédérale était composée des représentants des six républiques, de deux provinces et de l'armée populaire yougoslave, et la direction communiste était divisée selon les lignes nationales.
Les représentants de la Voïvodine, du Kosovo et du Monténégro furent remplacés par des loyalistes du président de la Serbie, Slobodan Milošević. La Serbie obtint quatre des huit voix de la présidence fédérale et put influencer fortement la prise de décision au niveau fédéral, car toutes les autres républiques yougoslaves n'avaient qu'une seule voix. Alors que la Slovénie et la Croatie voulaient autoriser un système multipartite, la Serbie, dirigée par Milošević, exigeait une fédération encore plus centralisée et le rôle dominant de la Serbie dans celle-ci. Lors du 14e Congrès extraordinaire de la Ligue des communistes de Yougoslavie, en janvier 1990, l'assemblée à majorité serbe décida d'abolir le système du parti unique ; cependant, Slobodan Milošević, le chef de la branche du Parti serbe (Ligue des communistes de Serbie) utilisa son influence pour bloquer et voter contre toutes les autres propositions des délégués des partis croates et slovènes. Cela incita les délégations croate et slovène à se retirer et, en partant, l'éclatement du parti, événement symbolique représentant la fin de la « fraternité et de l'unité ».
Après la déclaration d'indépendance de la Croatie et de la Slovénie en 1991, le gouvernement fédéral yougoslave tenta d'arrêter de force l'éclatement imminent du pays, le Premier ministre yougoslave Ante Marković déclarant les sécessions de la Slovénie et de la Croatie illégales et contraires à la constitution de la Yougoslavie, ainsi que son soutien à l'Armée populaire yougoslave pour garantir l'unité intégrale de la Yougoslavie.
Selon Stephen A. Hart, auteur de Partisans: War in the Balkans 1941–1945, la région ethniquement mixte de la Dalmatie entretenait des relations étroites et amicales entre les Croates et les Serbes qui y vivaient à la fin du XIXe siècle et au début du XXe siècle. De nombreux premiers partisans d'une Yougoslavie unie venaient de cette région, comme Ante Trumbić, un Croate de Dalmatie. Cependant, au moment du déclenchement des guerres yougoslaves, toute relation hospitalière entre Croates et Serbes en Dalmatie s'était rompue, les Serbes dalmates se battant du côté de la république serbe de Krajina.
Même si les politiques pendant toute la période socialiste de la Yougoslavie semblaient avoir été les mêmes (à savoir que tous les Serbes devraient vivre dans un seul État), Dejan Guzina soutient que « les contextes différents dans chacune des sous-périodes de la Serbie socialiste et de la Yougoslavie donnèrent des résultats entièrement différents (par exemple, en faveur de la Yougoslavie ou en faveur d'une Grande Serbie) ». Il suppose que la politique serbe est passée de conservatrice-socialiste au début à nationaliste xénophobe à la fin des années 1980 et 1990.

## Guerres

### Guerre des Dix Jours (1991)
Le premier des conflits, connu sous le nom de guerre des Dix Jours, est lancé par la JNA (armée populaire yougoslave) le 26 juin 1991 après la sécession de la Slovénie de la fédération le 25 juin 1991,.
Initialement, le gouvernement fédéral a ordonné à l'armée populaire yougoslave de sécuriser les passages frontaliers en Slovénie. La police slovène et la défense territoriale slovène bloquent les casernes et les routes, ce qui provoque des affrontements et des escarmouches limitées dans la république. Après plusieurs dizaines de victimes, le conflit limité s’arrête par la négociation à Brioni, le 7 juillet 1991, lorsque la Slovénie et la Croatie conviennent d'un moratoire de trois mois sur la sécession. L'armée fédérale se retire complètement de Slovénie le 26 octobre 1991.

### Guerre d'indépendance de la Croatie (1991-1995)
Les combats en Croatie ont commencé des semaines avant la guerre des Dix Jours en Slovénie. La guerre d'indépendance croate commence lorsque les Serbes de Croatie, opposés à l'indépendance croate, annoncent leur sécession de la Croatie.
Lors des élections législatives de 1990 en Croatie, Franjo Tuđman devient le premier président de la Croatie. Il promeut des politiques nationalistes et a pour objectif principal la création d'une Croatie indépendante. Le nouveau gouvernement propose des modifications constitutionnelles, rétablit le drapeau et les armoiries croates traditionnels et supprime le terme « socialiste » du nom officiel de la république. Pour tenter de contrer les modifications apportées à la constitution, des politiciens serbes locaux organisent un référendum sur la « souveraineté et l'autonomie des Serbes » en août 1990. Leur boycott se transforme en insurrection dans les zones peuplées d'ethnies serbes, principalement autour de Knin, connue sous le nom de révolution des Rondins. La police locale de Knin fait face à l'insurrection serbe croissante, tandis que de nombreux employés du gouvernement, principalement des policiers où les postes de commandement sont principalement occupés par des Serbes et des communistes, perdent leur emploi. La nouvelle constitution croate est ratifiée en décembre 1990 et le Conseil national serbe forme l’oblast autonome serbe de Krajina, une région autonome serbe autoproclamée.
Les tensions ethniques augmentent, alimentées par la propagande en Croatie et en Serbie. Le 2 mai 1991, l'un des premiers affrontements armés entre des paramilitaires serbes et la police croate se produit lors de la bataille de Borovo Selo. Le 19 mai, un référendum sur l'indépendance est organisé, largement boycotté par les Serbes de Croatie ; la majorité vote en faveur de l'indépendance de la Croatie,. La Croatie déclare son indépendance et dissout son association avec la Yougoslavie le 25 juin 1991. En raison de l'accord de Brioni, un moratoire de trois mois est imposé sur la mise en œuvre de la décision qui a pris fin le 8 octobre.
Les incidents armés du début de 1991 se transforment en guerre totale au cours de l'été, avec des fronts formés autour des zones de l'échappée oblast autonome serbe de Krajina. La JNA avait désarmé les unités territoriales de Slovénie et de Croatie avant la déclaration d'indépendance, à la demande du président serbe Slobodan Milošević,. Cette situation est encore aggravée par un embargo sur les armes imposé par l'ONU à la Yougoslavie. La JNA était ostensiblement unitaire idéologiquement, mais son corps d'officiers est composé à 70 % de Serbes ou de Monténégrins. En conséquence, la JNA s'oppose à l'indépendance croate et se range au côté des rebelles serbes croates. Les rebelles serbes de Croatie ne sont pas affectés par l'embargo car ils ont le soutien et l'accès aux fournitures de la JNA. À la mi-juillet 1991, la JNA déplace quelque 70 000 soldats en Croatie. Les combats s‘intensifient rapidement, s'étendant finalement sur des centaines de kilomètres carrés de l'ouest de la Slavonie à Banija en Dalmatie
.
Les régions frontalières sont confrontées à des attaques directes de forces venant de la Serbie et du Monténégro. En août 1991, la bataille de Vukovar commence par de violents combats, environ 1 800 combattants croates bloquent l'avancée de la JNA en Slavonie. Fin octobre, la ville est presque complètement dévastée par les bombardements terrestres et les bombardements aériens. Le siège de Dubrovnik commence en octobre avec le bombardement de Dubrovnik, site inscrit au patrimoine mondial de l'UNESCO, la presse internationale est critiquée pour s'être focalisée sur le patrimoine architectural de la ville, au lieu de rapporter la destruction de Vukovar dans laquelle de nombreux civils ont été tués. Le 18 novembre 1991, la bataille de Vukovar prend fin après que la ville a épuisé ses munitions. Le massacre d'Ovčara advient peu de temps après la capture de Vukovar par la JNA. Entre-temps, le contrôle du centre de la Croatie est confié aux forces serbes de Croatie en collaboration avec le Corps de la JNA de Bosnie-Herzégovine, sous la direction de Ratko Mladić.
En janvier 1992, le plan Vance proclame des zones contrôlées par l'ONU (APNU) pour les Serbes sur le territoire revendiqué par les rebelles serbes comme la république serbe de Krajina (RSK) et met fin aux opérations militaires majeures, bien que des attaques d'artillerie sporadiques contre des villes croates et des intrusions occasionnelles des forces croates dans les zones de l'APNU se poursuivent jusqu'en 1995. Les combats en Croatie prennent fin au milieu de 1995, après l'opération Éclair et l'opération Tempête. À la fin de ces opérations, la Croatie reprend le contrôle de tout son territoire, à l'exception de la partie est du secteur de l'APNU de la Slovénie, à la frontière de la Serbie. La plupart de la population serbe des zones récupérées devient réfugiée. Les zones du « Secteur Est », non affectées par les opérations militaires croates, tombent sous administration des Nations unies (ATNUSO) et sont réintégrées en Croatie en 1998 conformément aux termes de l'accord d'Erdut.

### Guerre de Bosnie (1992-1995)
Au début de 1992, un conflit engloutit la Bosnie-Herzégovine alors qu'elle déclare également son indépendance vis-à-vis de la Yougoslavie. La guerre est avant tout un conflit territorial entre les Bosniaques, qui veulent préserver l'intégrité territoriale de la république de Bosnie-Herzégovine nouvellement indépendante, et la Républika Srpska, le proto-État autoproclamé des Serbes de Bosnie et la république croate d'Herceg-Bosna autoproclamée, qui sont respectivement dirigées et approvisionnées par la Serbie et la Croatie, dans le but, semble-t-il, de partitionner la Bosnie, ce qui ne laisserait qu'une petite partie des terres aux Bosniaques. Le 18 décembre 1992, l'Assemblée générale des Nations unies publie la résolution 47/121 dans laquelle elle reproche aux forces serbes et monténégrines d'avoir tenté d'acquérir davantage de territoires par la force.
Les forces armées yougoslaves se désintègrent en une force militaire largement dominée par les Serbes. La JNA s'oppose au programme d'indépendance du gouvernement dirigé par la majorité bosniaque et, avec d'autres forces militantes nationalistes serbes armées, tente d'empêcher les citoyens bosniaques de voter lors du référendum de 1992 sur l'indépendance. Ils ne réussissent pas à persuader les gens de ne pas voter, et au lieu de cela, l'atmosphère intimidante combinée à un boycott serbe du vote aboutit à un vote retentissant de 99 % en faveur de l'indépendance.
Le 6 avril 1992, après la déclaration d'indépendance de la Bosnie-Herzégovine, la guerre en Bosnie a commencé bien que la JNA et les unités paramilitaires de Serbie aient commencé des opérations militaires plus tôt. Le conflit, caractérisé par le siège de Sarajevo, qui dure des années, et le massacre de Srebrenica, reconnu comme génocide par le Tribunal pénal international pour l'ex-Yougoslavie et la Cour internationale de justice. La faction serbe de Bosnie dirigée par l'ultra-nationaliste Radovan Karadžić promet l'indépendance de toutes les régions serbes de Bosnie vis-à-vis du gouvernement majoritaire bosniaque de Bosnie. Pour relier les parties disjointes des territoires peuplés de Serbes et les zones revendiquées par les Serbes, Karadžić poursuit un programme de nettoyage ethnique systématique principalement contre les Bosniaques par le massacre et le déplacement forcé des populations bosniaques,. Le nettoyage ethnique de Prijedor, les massacres de Višegrad, le nettoyage ethnique de Foča, le nettoyage ethnique de Doboj, le massacre de Zvornik, le siège de Goražde et d'autres sont signalés.
Initialement, la seule force armée organisée était la JNA, qui a servi le président de la Serbie Slobodan Milošević pour mettre en œuvre son plan de création d’un État commun pour tous les Serbes - la Grande Serbie,. La JNA, les unités spéciales et nombreux groupes paramilitaires de Serbie ont soutenu les Serbes de Bosnie, et ils ont joué un rôle important au début et pendant la guerre. Les Croates de Bosnie étaient armés et aidés par la Croatie, tandis que les Bosniaques étaient mal armés et non préparés à la guerre.
Parmi les groupes paramilitaires qui ont pris part aux guerres yougoslaves 56 ont combattu pour les républiques serbes autoproclamées ; 13 en faveur des Croates ; et 14 en faveur des Bosniaques. Le nombre de paramilitaires combattant pour les républiques serbes autoproclamées variait de 20 000 à 40 000 ; entre 12 000 et 20 000 soutiennent la république de Croatie ; et 4 000 à 6 000 se sont battus pour le soutien de la Bosnie-Herzégovine.
En plus des forces paramilitaires indigènes, il y avait des groupes de volontaires et de mercenaires venant principalement de l'extérieur de l'ex-Yougoslavie.
Des expatriés de Serbie et de Croatie, venus de différents pays en tant que volontaires, ont soutenu les Serbes et les Croates.
Les Serbes étaient également soutenus par des volontaires et des mercenaires de pays orthodoxes : Russie,, Ukraine, Roumanie et Grèce.
Aux côtés des Croates ont combattu des volontaires et des mercenaires des Pays-Bas, d'Allemagne, d'Australie et de Suède. Les moudjahidines, volontaires des pays islamiques : Afghanistan, Turquie, Iran, sont battus aux côtés des Bosniaques. Les volontaires et mercenaires venus de l'étranger ne représentent pas plus de 1 % des combattants et ne jouent pas un rôle important dans la guerre, mais leur nombre est exagéré à des fins de propagande de guerre.
Fin 1992, les tensions entre Croates de Bosnie et Bosniaques augmentent et leur collaboration s'effondre. En janvier 1993, les deux anciens alliés s’engagent dans un conflit ouvert, qui entraîne la guerre croato-bosniaque. En 1994, les États-Unis négocient la paix entre les forces croates et l'armée bosniaque de la république de Bosnie-Herzégovine avec l'accord de Washington. Après le succès des opérations Flash et Tempête, l'armée croate et les forces bosniaques et croates de Bosnie-Herzégovine mènent une opération baptisée opération Mistral, en septembre 1995, pour repousser les gains militaires des Serbes de Bosnie.
Les avancées sur le terrain ainsi que les frappes aériennes de l'OTAN poussent les Serbes de Bosnie à venir à la table des négociations. Des pressions s'exercent de toutes parts pour le respect du cessez-le-feu et la négociation de la fin de la guerre en Bosnie. La guerre prend fin avec la signature de l'accord de Dayton le 14 décembre 1995, avec la formation de la Republika Srpska en tant qu'entité en Bosnie-Herzégovine.

### Guerre du Kosovo (1998-1999)
Après septembre 1990, date à laquelle la Constitution yougoslave de 1974 est abrogée unilatéralement par la république socialiste de Serbie, l'autonomie du Kosovo souffre et la région est donc confrontée à une oppression organisée par l'État : à partir du début des années 1990, la radio et la télévision en albanais sont restreintes et les journaux fermés. Les Albanais du Kosovo sont licenciés en grand nombre d'entreprises et d'institutions publiques, notamment des banques, des hôpitaux, des postes et des écoles. En juin 1991, l'assemblée de l'université de Priština et plusieurs conseils de faculté sont dissous et remplacés par des Serbes. Les enseignants albanais du Kosovo sont empêchés d'entrer dans les locaux des écoles pour la nouvelle année scolaire de septembre 1991, forçant les élèves à étudier à la maison.
Plus tard, des Albanais du Kosovo commencent une insurrection contre Belgrade lors de la création de l'Armée de libération du Kosovo en 1996. Des affrontements armés entre les deux parties éclatent au début de 1998. Un cessez-le-feu facilité par l'OTAN est signé le 15 octobre, mais les deux parties le rompent deux mois plus tard et les combats reprennent. Lorsque le meurtre de 45 Albanais Kosovars lors du massacre de Račak est signalé en janvier 1999, l'OTAN décide que le conflit ne peut être réglé qu'en introduisant une force militaire de maintien de la paix pour restreindre de force les deux parties. Après l'échec des accords de Rambouillet le 23 mars avec le rejet par la Yougoslavie d'une force extérieure de maintien de la paix, l'OTAN se prépare à installer les soldats de la paix par la force. Le bombardement de l'OTAN en Yougoslavie suit par une intervention contre les forces serbes avec une campagne de bombardement principalement, sous le commandement du général Wesley Clark. Les hostilités prennent fin deux mois et demi plus tard avec l'accord de Kumanovo. Le Kosovo est placé sous le contrôle gouvernemental de la Mission d'administration intérimaire des Nations Unies au Kosovo et de la protection militaire de la Force pour le Kosovo (KFOR).
Cette guerre de 15 mois a fait des milliers de civils tués des deux côtés et plus d'un million de déplacés.

### Insurrection dans la vallée de Preševo (1999-2001)
Le conflit de la vallée de Preševo est une insurrection armée entre la république fédérale de Yougoslavie et les insurgés ethno-albanais, de l'Armée de libération de Preševo, Medveđa et Bujanovac (UÇPMB), à partir de juin 1999. Il y a eu des cas pendant le conflit au cours desquels la Yougoslavie et son gouvernement demandèrent le soutien de la KFOR pour réprimer les attaques de l'UÇPMB, car le gouvernement ne pouvait utiliser que des forces militaires légèrement armées dans le cadre du Traité de Kumanovo, qui avait créé une zone tampon pour éviter l'entrée de la majeure partie des forces armées yougoslaves. Le président yougoslave Vojislav Koštunica avertit que de nouveaux combats éclateraient si les unités de la KFOR n'agissaient pas pour empêcher les attaques provenant de l'UÇPMB.

### Insurrection en république de Macédoine (2001)
L'insurrection en république de Macédoine est un conflit armé à Tetovo qui commence lorsque le groupe militant de l'Armée de libération nationale albanaise (ALN) attaque les forces de sécurité de la république de Macédoine au début de février 2001 et prend fin avec l'accord d'Ohrid. L'objectif de l'ALN était de donner plus de droits et d'autonomie à la minorité albanaise du pays, qui représente 25,2 % de la population de la république de Macédoine (54,7 % à Tetovo),. Il a été également affirmé que le groupe souhaitait finalement voir les zones à majorité albanaise faire sécession du pays, bien que des membres de haut rang de l'ALN l'aient démenti.

## Embargo sur les armes
Le Conseil de sécurité des Nations unies impose un embargo sur les armes en septembre 1991. Néanmoins, divers États ont engagé ou facilité des ventes d'armes aux factions belligérantes. En 2012, le Chili a condamné neuf personnes, dont deux généraux à la retraite, pour leur participation à des ventes d'armes
.

## Crimes de guerre

### Génocide
Il est largement admis que les meurtres de masse contre les Bosniaques en Bosnie-Herzégovine dégénérèrent en génocide. Le 18 décembre 1992, l'Assemblée générale des Nations unies publia la résolution 47/121 condamnant « les actes d'agression des forces serbes et monténégrines afin d'acquérir davantage de territoires par la force » et qualifia ce nettoyage ethnique de « forme de génocide ». Dans son rapport publié le 1er janvier 1993, Helsinki Watch fut l'une des premières organisations de défense des droits civiques à avertir que « l'ampleur de la violence et sa nature sélective sur des bases ethniques et religieuses suggèrent des crimes de caractère génocidaire contre les musulmans et, dans une moindre mesure, les populations croates en Bosnie-Herzégovine »
. Un télégramme envoyé à la Maison Blanche le 8 février 1994 par l'ambassadeur des États-Unis en Croatie, Peter W. Galbraith, déclarait qu'un génocide était en cours. Le télégramme citait « des bombardements et des tirs constants et aveugles » de Sarajevo par l'armée populaire yougoslave de Karadzic, le harcèlement de groupes minoritaires dans le nord de la Bosnie « pour tenter de les forcer à partir », et l'utilisation de détenus « pour effectuer des travaux dangereux sur les lignes de front » comme preuve qu'un génocide était en train d'être commis. En 2005, le Congrès des États-Unis adopta une résolution déclarant que « les politiques d'agression et de nettoyage ethnique serbes répondent aux termes définissant le génocide ».
Un procès eut lieu devant la Cour internationale de Justice, à la suite d'un procès intenté en 1993 par la Bosnie-Herzégovine contre la Serbie et le Monténégro pour génocide. L'arrêt de la CIJ du 26 février 2007 détermina indirectement le caractère international de la guerre, tout en dégageant la Serbie de sa responsabilité directe dans le génocide commis par les forces de la Republika Srpska. La CIJ conclut toutefois que la Serbie n'avait pas empêché le génocide commis par les forces serbes et n'avait pas puni les responsables et ni traduit en justice.
Malgré les preuves de nombreux types de crimes de guerre perpétrés simultanément par différentes forces serbes dans différentes parties de la Bosnie-Herzégovine, en particulier à Bijeljina, Sarajevo, Prijedor, Zvornik, Banja Luka, Višegrad et Foča, les juges estimèrent que les critères de génocide avec l'intention spécifique (dolus specialis) de détruire les musulmans bosniaques ne fut rencontrée qu'à Srebrenica ou en Bosnie orientale en 1995. Le tribunal conclut que d'autres crimes, en dehors de Srebrenica, commis pendant la guerre de 1992-1995, peuvent constituer des crimes contre l'humanité selon le droit international mais que ces actes ne constituaient pas en eux-mêmes un génocide.
Le crime de génocide dans l'enclave de Srebrenica fut confirmé par plusieurs verdicts de culpabilité prononcés par le TPIY, notamment par la condamnation du dirigeant serbe de Bosnie Radovan Karadžić
.

### Nettoyage ethnique
Le nettoyage ethnique est un phénomène courant dans les guerres en Croatie, au Kosovo et en Bosnie-Herzégovine, impliquant l'intimidation, l'expulsion forcée ou le meurtre du groupe ethnique indésirable ainsi que la destruction des lieux de culte, des cimetières et des bâtiments culturels et historiques de ce groupe ethnique afin de modifier la composition de la population d'une zone en faveur d’un autre groupe ethnique qui deviendrait la majorité. Ces exemples de nationalisme territorial et d'aspirations territoriales font partie de l'objectif d'un ethno-État. Des camps de détention comme Omarska et Trnopolje ont été également désignés comme faisant partie intégrante de la stratégie globale de nettoyage ethnique des autorités.
Selon de nombreux verdicts et actes d'accusation du TPIY, les forces serbes,, et croates ont effectué un nettoyage ethnique de leurs territoires prévu par leurs dirigeants politiques pour créer des États ethniquement purs (république Srpska et république serbe de Krajina par les Serbes ; Herceg-Bosna par les Croates).
Selon le TPIY, les forces serbes ont expulsé au moins 80 000 à 100 000 Croates en Croatie entre 1991 et 1992 et au moins 700 000 Albanais au Kosovo en 1999. En outre, des centaines de milliers de musulmans ont été expulsés de leur domicile par les forces serbes de Bosnie-Herzégovine. Selon une estimation, les forces serbes ont chassé au moins 700 000 musulmans bosniaques de la zone de Bosnie sous leur contrôle.

### Viol de guerre
Le viol de guerre fut commis sur la base d’ordonnances officielles dans le cadre du nettoyage ethnique, afin de déplacer le groupe ethnique ciblé. Selon le Groupe de femmes de Trešnjevka, plus de 35 000 femmes et enfants furent détenus dans ces « camps de viol » gérés par des Serbes,. Dragoljub Kunarac, Radomir Kovač et Zoran Vuković furent reconnus coupables de crimes contre l'humanité pour viol, torture et asservissement commis lors des massacres de Foča.
Les preuves de l'ampleur des viols en Bosnie-Herzégovine ont incité le TPIY à traiter ouvertement de ces abus. Les informations faisant état de violences sexuelles pendant la guerre de Bosnie (1992-1995) et la guerre du Kosovo (1998-1999) perpétrées par les forces régulières et irrégulières serbes furent qualifiées de « particulièrement alarmantes ». La Force du Kosovo dirigée par l'OTAN a documenté des viols d'Albanaises, de Roms et de Serbes par des Serbes et des membres de l'Armée de libération du Kosovo.
D'autres ont estimé que pendant la guerre de Bosnie, entre 20 000 et 50 000 femmes, principalement des Bosniaques, avaient été violées,. Il y a peu de rapports de viols et d'agressions sexuelles entre membres d'un même groupe ethnique.
Le viol de guerre dans les guerres de Yougoslavie a souvent été qualifié de crime contre l'humanité. Le viol perpétré par les forces serbes a détruit les liens culturels et sociaux des victimes et de leurs communautés. La politique serbe aurait exhorté les soldats à violer les femmes bosniaques jusqu'à ce qu'elles tombent enceintes afin de tenter un nettoyage ethnique. Les soldats serbes espéraient forcer les femmes bosniaques à porter des enfants serbes lors de viols répétés. Souvent, les femmes bosniaques étaient détenues en captivité pendant une période prolongée et n'étaient relâchées que légèrement avant la naissance d'un enfant conçu par le viol. Le viol systématique des femmes bosniaques peut avoir eu des répercussions plus profondes que le déplacement initial des victimes de viol. Le stress, causé par le traumatisme du viol, associé au manque d'accès aux soins de santé génésique souvent vécu par les personnes déplacées, entraînait de graves risques pour la santé des femmes victimes.
Pendant la guerre du Kosovo, des milliers de femmes et de filles albanaises du Kosovo furent victimes de violences sexuelles. Le viol de guerre a été utilisé comme une arme de guerre et un instrument de nettoyage ethnique systématique ; le viol a été utilisé pour terroriser la population civile, extorquer de l'argent aux familles et forcer les gens à fuir leurs maisons. Selon un rapport du groupe Human Rights Watch en 2000, les viols dans la guerre du Kosovo peuvent généralement être subdivisés en trois catégories : les viols au domicile des femmes, les viols pendant la fuite et les viols en détention,. La majorité des auteurs étaient des paramilitaires serbes, mais également des policiers spéciaux serbes ou des soldats de l'armée yougoslave. La quasi-totalité des agressions sexuelles documentées par Human Rights Watch étaient des viols collectifs impliquant au moins deux auteurs,. Depuis la fin de la guerre, des viols de femmes serbes, albanaises et roms par des Albanais - parfois par des membres de l'Armée de libération du Kosovo (ALK) - ont été documentés, mais pas à une échelle similaire,. Des viols ont été commis fréquemment en présence et avec l’accord des officiers militaires. Les soldats, la police et les paramilitaires ont souvent violé leurs victimes à la vue de nombreux témoins.

## Conséquences

### Victimes
Selon certaines estimations, le nombre de tués dans les guerres de Yougoslavie serait de 140 000. Le Centre de droit humanitaire estime que dans les conflits dans les anciennes républiques yougoslaves, au moins 130 000 personnes ont perdu la vie. L'implication de la Slovénie dans les conflits a été brève, évitant ainsi des pertes plus importantes, et environ 70 personnes ont été tuées dans son conflit de dix jours. La guerre en Croatie a fait environ 20 000 morts. La Bosnie-Herzégovine a subi le plus lourd fardeau des combats : entre 97 207 et 102 622 personnes ont été tuées pendant la guerre. Dans le conflit du Kosovo, environ 13 500 personnes ont été tuées. Au total, pas moins de 133 000 personnes ont été tuées dans les conflits post-yougoslaves dans les années 90. Le nombre de morts le plus élevé a été enregistré à Sarajevo : avec environ 14 000 morts pendant le siège, la ville a perdu presque autant de personnes que toute la guerre au Kosovo.
En nombre relatif et absolu, les Bosniaques ont subi les pertes les plus lourdes : 64 036 personnes ont été tuées, ce qui représente un bilan de plus de 3 % de l'ensemble de leur groupe ethnique. Lors du massacre de Srebrenica, le taux de mortalité des hommes bosniaques (indépendamment de leur âge ou de leur statut civil) a atteint 33 % en juillet 1995 . La part des Bosniaques parmi tous les civils tués pendant la guerre de Bosnie était d'environ 83 %, atteignant près de 95 % en Bosnie orientale.
Pendant la guerre de Croatie, 43,4 % des tués du côté croate étaient des civils.

### Déplacés internes et réfugiés
On estime que les guerres de Croatie, de Bosnie-Herzégovine et du Kosovo ont fait environ 2,4 millions de réfugiés et 2 millions de personnes déplacées supplémentaires.
La guerre de Bosnie-Herzégovine a fait 2,2 millions de réfugiés ou déplacés, dont plus de la moitié étaient des Bosniaques. Jusqu'en 2001, il y avait encore 650 000 Bosniens déplacés, tandis que 200 000 avaient quitté le pays de façon permanente.
La guerre du Kosovo a causé 862 979 réfugiés albanais qui ont été expulsés des forces serbes ou ont fui le front de bataille. En outre, plusieurs centaines de milliers de personnes ont été déplacées à l'intérieur du pays, ce qui signifie que, selon l'OSCE, près de 90 % de tous les Albanais ont été déplacés de leurs foyers au Kosovo en juin 1999. Après la fin de la guerre, les Albanais sont rentrés, mais plus de 200 000 Serbes, Roms et autres non-Albanais ont fui le Kosovo. Fin 2000, la Serbie est ainsi devenue l'hôte de 700 000 réfugiés serbes ou déplacés internes du Kosovo, de Croatie et de Bosnie.
Du point de vue de l'asile pour les déplacés internes ou les réfugiés, la Croatie a été la plus touchée par la crise. Selon certaines sources, en 1992, la Croatie a accueilli près de 750 000 réfugiés ou déplacés internes, ce qui représente un quota de près de 16 % de sa population de 4,7 millions d'habitants : ces chiffres comprennent 420 à 450 000 réfugiés bosniaques, 35 000 réfugiés de Serbie (principalement de Voïvodine et du Kosovo), tandis que 265 000 autres personnes originaires d’autres régions de la Croatie elles-mêmes ont été déplacées. Cela équivaudrait à ce que l'Allemagne accueille 10 millions de personnes déplacées ou la France à 8 millions de personnes. Les données officielles du HCR indiquent que la Croatie a accueilli 287 000 réfugiés et 344 000 déplacés internes en 1993. Il s'agit d'un ratio de 64,7 réfugiés pour 1 000 habitants. Dans son rapport de 1992, le HCR a placé la Croatie # 7 sur sa liste des 50 pays les plus accablés par les réfugiés : il a enregistré 316 000 réfugiés, soit un ratio de 15 : 1 par rapport à sa population totale. Avec les déplacés internes, la Croatie a accueilli au moins 648 000 personnes ayant besoin d'un logement en 1992. En comparaison, la Macédoine comptait 10,5 réfugiés pour 1 000 habitants en 1999. La Slovénie a accueilli 45 000 réfugiés en 1993, soit 22,7 réfugiés pour 1 000 habitants. La Serbie-et-Monténégro a accueilli 479 111 réfugiés en 1993, soit un ratio de 45,5 réfugiés pour 1 000 habitants. En 1998, ce chiffre est passé à 502 037 réfugiés (soit 47,7 réfugiés pour 1 000 habitants). En 2000, le nombre de réfugiés était tombé à 484 391 personnes, mais le nombre de déplacés internes était passé à 267 500, soit un total combiné de 751 891 personnes déplacées et ayant besoin d'un logement,.

### Dommage matériel
Les dommages matériels et économiques causés par les conflits ont été catastrophiques. La Bosnie-Herzégovine avait un PIB compris entre 8 et 9 milliards de dollars avant la guerre. Le gouvernement a estimé les dommages de guerre de 50 à 70 milliards de dollars. Il a également enregistré une baisse du PIB de 75 % après la guerre. Quelque 60 % des logements du pays ont été endommagés ou détruits, ce qui s'est avéré problématique lors de la tentative de rapatriement de tous les réfugiés. La Bosnie est également devenue le pays d'Europe le plus contaminé par les mines : 1 820 km2 de son territoire étaient contaminés par ces explosifs, qui représentent 3,6 % de sa surface terrestre. Entre 3 et 6 millions de mines terrestres ont été dispersées dans toute la Bosnie. Cinq mille personnes en sont mortes, dont 1 520 ont été tuées après la guerre.
En 1999, le Parlement croate a adopté un projet de loi estimant les dommages de guerre au pays à 37 milliards de dollars. Le gouvernement affirme qu'entre 1991 et avril 1993, environ 210 000 bâtiments en Croatie (écoles, hôpitaux et camps de réfugiés) ont été endommagés ou détruits par les bombardements de la république serbe de Krajina et des forces de la JNA. Les villes touchées par les bombardements étaient Karlovac, Gospić, Ogulin, Zadar, Biograd et d'autres. Le gouvernement croate a également reconnu que 7 489 bâtiments appartenant à des Serbes croates avaient été endommagés ou détruits par des explosifs, des incendies criminels ou d'autres moyens délibérés à la fin de 1992. De janvier à mars 1993, 220 autres bâtiments ont également été endommagés ou détruits. Des accusations ont été portées contre 126 Croates pour de tels actes.
Les sanctions contre la RF de Yougoslavie ont créé une hyperinflation de 300 millions de % du dinar yougoslave. En 1995, près d'un million de travailleurs avaient perdu leur emploi tandis que le produit intérieur brut avait chuté de 55 % depuis 1989. Les bombardements de l'OTAN en 1999 contre la Serbie ont causé des dommages supplémentaires. L'un des plus graves a été le bombardement de l'usine pétrochimique de Pančevo, qui a provoqué la libération de 80 000 tonnes de combustible brûlant dans l'environnement. Environ 31 000 cartouches de munitions à l'uranium appauvri ont été utilisées lors de ces bombardements.

### TPIY / MICT
Le Tribunal pénal international pour l'ex-Yougoslavie (TPIY) est un organe des Nations unies créé pour poursuivre les crimes graves commis pendant les guerres yougoslaves et pour juger leurs auteurs. Le tribunal était un tribunal ad hoc situé à La Haye, aux Pays-Bas. L'un des procès les plus importants concernait l'ancien président serbe Slobodan Milošević, qui fut inculpé en 2002 de 66 chefs de crimes contre l'humanité, de crimes de guerre et de génocide qui auraient été commis dans les guerres du Kosovo, de Bosnie et de Croatie. Son procès restait incomplet à sa mort en 2006, avant qu'un verdict ne soit rendu. Néanmoins, le procès du TPIY « a contribué à délégitimer le leadership de Milosevic », comme l'a dit un universitaire.
Plusieurs condamnations furent prononcées par le TPIY et son successeur, le Mécanisme pour les tribunaux pénaux internationaux (MICT). Le premier verdict notable confirmant le génocide à Srebrenica fut attribué au général serbe Radislav Krstić : il fut condamné en 2001, tandis que la Chambre d'appel confirma le verdict en 2004. Un autre verdict fut prononcé contre l'ancien dirigeant serbe de Bosnie, Radovan Karadžić, également condamné pour génocide. Le 22 novembre 2017, le général Ratko Mladić fut condamné à la prison à vie. Parmi les autres condamnations importantes figuraient celles de l'ultranationaliste Vojislav Šešelj,, du chef paramilitaire Milan Lukić, du politicien serbe de Bosnie Momčilo Krajišnik, du général serbe de Bosnie Stanislav Galić, qui fut reconnu coupable du siège de Sarajevo, ancien ministre adjoint du ministère serbe des Affaires intérieures et le chef de son département de la sécurité publique, Vlastimir Đorđević, qui fut condamné pour des crimes au Kosovo, l'ancien commandant de la JNA, Mile Mrkšić,, ainsi que les anciens présidents de la république serbe de Krajina, Milan Martić et Milan Babić.
Plusieurs Croates, Bosniaques et Albanais ont également été reconnus coupables de crimes, notamment le chef croate de l'ex-Herzégovine Jadranko Prlić et le commandant Slobodan Praljak, le commandant militaire croate de Bosnie Mladen Naletilić, l'ancien commandant de l'armée bosniaque Enver Hadžihasanović et l'ancien commandant du Kosovo Haradin Bala.
Dans le procès de Gotovina, les généraux croates Ante Gotovina et Mladen Markač ont finalement été acquittés en appel en 2012.
En 2019, sur la base de ses statuts, le TPIY a constaté que les responsables serbes avaient été reconnus coupables de persécutions, expulsions et / ou transferts forcés (crimes contre l'humanité, article 5) en Croatie, Bosnie-Herzégovine, Kosovo et Voïvodine. Ils ont également été reconnus coupables de meurtre (crimes contre l'humanité, article 5) en Croatie, Bosnie-Herzégovine et Kosovo ; ainsi que la terreur (violations des lois ou coutumes de la guerre, article 3) et du génocide (article 4,) en Bosnie-Herzégovine. Les forces croates n'ont été reconnues coupables de rien en Croatie, mais ont été reconnues coupables d'expulsion, d'autres actes inhumains (transfert forcé), de meurtre et de persécutions (crimes contre l'humanité, article 5) en Bosnie-Herzégovine. Les forces bosniaques ont été reconnues coupables de traitements inhumains (violations graves des Conventions de Genève, article 2), de meurtre ; traitements cruels (violations des lois ou coutumes de la guerre, article 3) en Bosnie-Herzégovine. Un fonctionnaire albanais a été reconnu coupable de torture, de traitements cruels, de meurtre (violations des lois ou coutumes de la guerre, article 3) au Kosovo.

### Commerce illégal d'armes
Après la fin des combats, des millions d'armes furent laissées aux civils qui les retinrent au cas où la violence referait surface. Ces armes apparurent ensuite sur le marché noir des armes en Europe.
En 2018, il n'y avait pas de chiffres officiels exacts sur le nombre d'armes à feu manquantes ; en Serbie, les autorités ont donné des estimations allant de 250 000 à 900 000 types différents sont en circulation. En Bosnie, les rapports publics indiquent un chiffre de 750 000. Fin 2017, un homme est entré dans un bus à Banja Luka portant deux sacs avec 36 grenades à main, trois fusils d'assaut, sept armes de poing, une mine et des centaines de cartouches avec Göteborg comme destination. Il a été arrêté dans le pays voisin, la Slovénie. Une femme de 26 ans a été arrêtée à la frontière avec la Croatie avec trois armes antichars et une grenade à main. La police a trouvé quatre mitrailleuses, trois fusils de combat, trois fusils d'assaut et une grande quantité d'explosifs au domicile d'un homme de 79 ans. Selon un responsable du PNUD, il est compliqué d'amener les civils à rendre leurs armes aux autorités de l'État car les gens seraient alors contraints de croire que les autorités les protégeront. Au lieu de cela, les criminels récupèrent les armes. Certaines des armes manquantes ont été utilisées lors des attentats de Paris en novembre 2015 au cours desquels 137 personnes ont été tuées par des djihadistes. D'autres armes étaient des fusils d'assaut utilisés lors de la fusillade dans un pub de Göteborg en 2015.
Les efforts du gouvernement de l'État successeur pour réduire la prévalence des armes détenues illégalement sont coordonnés par une approche régionale de la réduction des stocks (RASR) axée sur la réduction des stocks, le détournement des armes et les explosions inexpliquées en Europe du Sud-Est. Les partenaires comprennent l'Union européenne, l'Office américain de retrait et de réduction des armes, l'Agence américaine de réduction des menaces pour la défense (DTRA) et l'Agence de soutien et d'approvisionnement de l'OTAN. Financées par le gouvernement américain, les activités comprennent des ateliers annuels auxquels participent des représentants du gouvernement américain des départements d'État et de la défense et des représentants des ministères de la défense des États successeurs yougoslaves.

## Chronologie des guerres de Yougoslavie
1990
- Révolution des Rondins. L’oblast serbe autonome de Krajina est proclamée sur une zone indéfinie de la Croatie.

1991
- La Slovénie et la Croatie déclarent leur indépendance en juin, la Macédoine en septembre. La guerre de Slovénie dure dix jours et fait des dizaines de morts. L'armée yougoslave laisse la Slovénie, vaincue, mais soutient les forces serbes rebelles en Croatie. La guerre d'indépendance croate commence en Croatie. Les régions à majorité serbes de Croatie déclarent leur indépendance, mais ne sont reconnues que par Belgrade.
- Vukovar est dévastée par les bombardements et d'autres villes comme Dubrovnik, Karlovac et Osijek subissent d'importants dégâts[155]. Les réfugiés des zones de guerre submergent la Croatie, tandis que l'Europe tarde à accepter des réfugiés.
- En Croatie, environ 250 000 Croates et autres non-Serbes ont été contraints de fuir ou ont fui les violences[156].

1992
- Signature du plan Vance, créant quatre zones de force de protection des Nations unies pour les Serbes et mettant fin aux combats à grande échelle en Croatie.
- La Bosnie déclare son indépendance. La guerre de Bosnie commence avec les dirigeants militaires serbes de Bosnie, notamment Ratko Mladić, qui tentent de créer un nouvel État serbe séparé, la Republika Srpska, à travers lequel ils conquerraient le plus de Bosnie possible pour la vision d'une Grande Serbie[157].
- Proclamation de la république fédérale de Yougoslavie, composée de la Serbie et du Monténégro, les deux républiques restantes.
- Les Nations unies imposent des sanctions contre la RF de Yougoslavie pour son soutien à la république serbe de Krajina non reconnue en Croatie et à la Republika Srpska en Bosnie[158]. En mai 1992, la Slovénie, la Croatie et la Bosnie deviennent membres de l'ONU. La RF de Yougoslavie prétend être l'héritière légale exclusive de la RSFY, ce qui est contesté par d'autres républiques. Les envoyés de l'ONU conviennent que la Yougoslavie s'est « dissoute dans les républiques constituantes ».
- L'armée yougoslave se retire de Bosnie, mais laisse ses armes à l'armée de la Republika Srpska, qui attaque les villes bosniaques mal armées de Zvornik, Kotor Varoš, Prijedor, Foča, Višegrad, Doboj. Début du nettoyage ethnique de Prijedor et du siège de Sarajevo. Des centaines de milliers de réfugiés non serbes.
- Le conflit bosno-croate commence en Bosnie.

1993
- Les combats commencent dans la région de Bihać entre les forces gouvernementales bosniaques fidèles à Alija Izetbegović et les Bosniaques fidèles à Fikret Abdić, également soutenus par les Serbes.
- Les sanctions en RF Yougoslavie, maintenant isolées, créent une hyperinflation de 300 millions de pour cent du dinar yougoslave.
- Massacre d'Ahmići : les forces croates tuent plus d'une centaine de musulmans bosniaques.
- Bataille de Mostar. Le Stari Most (le vieux pont) de Mostar, construit en 1566, est détruit par les forces croates du HVO. Il est reconstruit en 2003.

1994
- Marché de Markale bombardé à Sarajevo.
- Traité de paix entre les Bosniaques et les Croates arbitré par les États-Unis, la Fédération de Bosnie-Herzégovine est formée.
- La RF de Yougoslavie commence lentement à suspendre son soutien financier et militaire à la Republika Srpska[159].

1995
- Rapport sur le massacre de Srebrenica. 8 000 Bosniaques tués par les forces serbes[71].
- La Croatie lance l'opération Éclair, reprenant une partie de son territoire, mais des dizaines de milliers de civils serbes fuient la région. La RSK répond par l'attaque à la roquette de Zagreb.
- La Croatie lance l'opération Tempête, récupérant toutes les zones de l'APNU à l'exception de la Slavonie orientale, et entraînant l'exode de 150 000 à 200 000 Serbes des zones. Les forces yougoslaves n'interviennent pas. Fin de la guerre en Croatie.
- L'OTAN lance une série de frappes aériennes contre l'artillerie serbe de Bosnie et d'autres cibles militaires. Les armées croate et bosniaque lancent une offensive conjointe contre la Republika Srpska.
- Signature de l'accord de Dayton à Paris. La guerre en Bosnie-Herzégovine prend fin. La guerre a fait plus de 100 000 morts et disparus et deux millions de personnes déplacées ou réfugiées[160].

1996
- La RF de Yougoslavie reconnaît la Croatie et la Bosnie-Herzégovine.
- Des combats éclatent au Kosovo entre les rebelles albanais et les autorités de la RF de Yougoslavie.
- À la suite d'allégations de fraude aux élections locales, des dizaines de milliers de Serbes ont manifesté à Belgrade contre le gouvernement Milošević pendant trois mois[161].

1997
- Le pillage massif de casernes lors de la crise économique et politique en Albanie sert à armer l’Armée de libération du Kosovo.

1998
- La Slavonie orientale s'est réintégrée pacifiquement en Croatie, après un transfert graduel de pouvoir de trois ans.
- Les combats au Kosovo s'intensifient progressivement entre les Albanais qui demandent l'indépendance et l'État yougoslave.

1999
- Massacre de Račak, les pourparlers de Rambouillet échouent. L'OTAN lance une campagne militaire au Kosovo et bombarde la RF de Yougoslavie dans le cadre de l'opération Force alliée.
- Après la signature d'un accord par Milošević, le contrôle du Kosovo est confié aux Nations unies, mais il fait toujours partie de la fédération yougoslave. Après avoir perdu des guerres en Croatie, en Bosnie et au Kosovo, de nombreux Serbes quittent ces régions pour trouver refuge dans le reste de la Serbie. En 1999, la Serbie a accueilli quelque 700 000 réfugiés serbes ou déplacés internes.
- De nouveaux combats éclatent entre les Albanais et les forces de sécurité yougoslaves dans les zones peuplées d'Albanie en dehors du Kosovo, avec l'intention de joindre trois municipalités au Kosovo (Preševo, Bujanovac et Medveđa).
- Franjo Tuđman décède. Peu de temps après, son parti perd les élections.

2000
- Slobodan Milošević est démis de ses fonctions et Vojislav Koštunica devient le nouveau président de la Yougoslavie. Avec la destitution de Milošević et la mise en place d'un nouveau gouvernement, la RF de Yougoslavie rétablit ses liens avec l'Occident. Les sanctions politiques et économiques sont suspendues au total et la RFY est réintégrée dans de nombreuses organisations politiques et économiques, tout en devenant candidate à d'autres efforts de collaboration.

Carte de la Yougoslavie pendant la guerre.
Animation montrant la dislocation de la Yougoslavie.

## Galerie

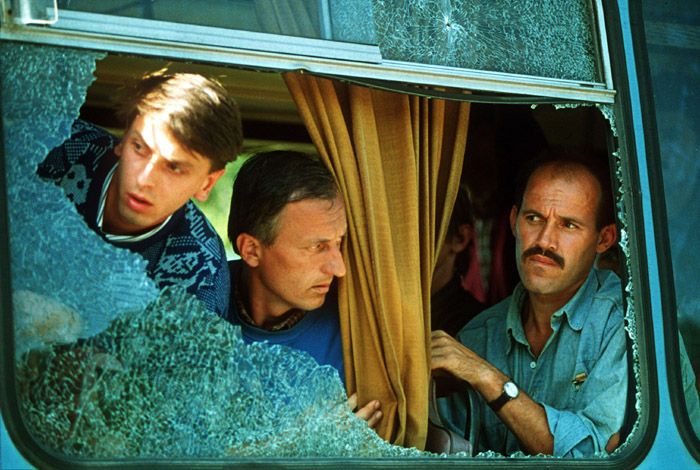
Prisonniers échangés
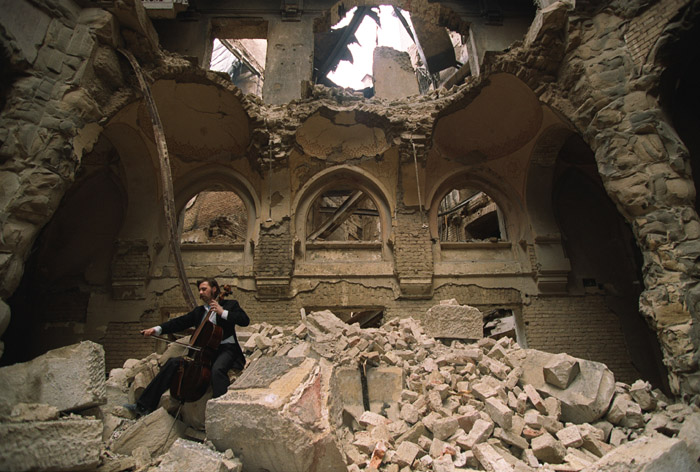
Scène du siège de Sarajevo
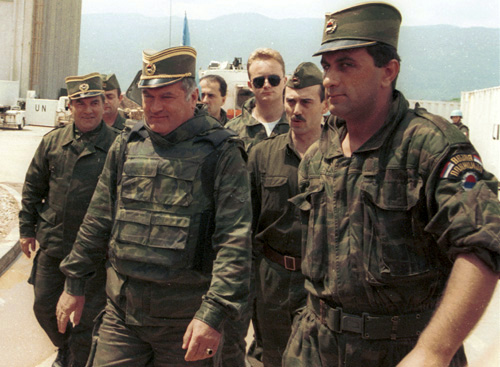
Le général Ratko Mladić (2e à gauche, 2e plan)